# 沈因洛
沈因洛（1920年12月—2016年2月20日），男，江苏吴县人，中华人民共和国政治人物。第十二届中共中央委员。

## 生平
1938年4月参加革命工作。1938年5月加入中国共产党。早先参加八路军129师。后担任河南军区第六支队政治部、江汉军区第二军分区教导队政委等。1949年7月至1953年3月，历任湖北军区荆州军分区政治部组织科长，湖北军区组织部副部长，湖北军区荆州军分区副政委。1953年3月至1961年3月，历任中南军区（后为广州军区）第三文化速成中学副政委，四十一军政治部副主任。1961年3月至1982年10月，历任武汉钢铁公司副经理、经理，公司革委会副主任、主任，公司党委第二书记、经理、党委第一书记。1982年10月至1983年12月，任湖北省委书记（当时设有第一书记）兼任省委组织部长（1983年1月免兼职）。1983年12月至1985年12月，任湖北省委副书记。1985年12月至1988年5月，任湖北省顾问委员会副主任。1988年5月至1993年5月，任第六届湖北省政协主席、党组书记，1995年8月离休。
2016年2月20日15时09分在武汉逝世。